# (400192) 2006 XS46
(400192) 2006 XS46 es un asteroide perteneciente al cinturón de asteroides, descubierto el 13 de diciembre de 2006 por el equipo del Catalina Sky Survey desde el Catalina Sky Survey, Arizona, Estados Unidos.

## Designación y nombre
Designado provisionalmente como 2006 XS46.

## Características orbitales
2006 XS46 está situado a una distancia media del Sol de 2,669 ua, pudiendo alejarse hasta 3,393 ua y acercarse hasta 1,944 ua. Su excentricidad es 0,271 y la inclinación orbital 9,505 grados. Emplea 1592,67 días en completar una órbita alrededor del Sol.

## Características físicas
La magnitud absoluta de 2006 XS46 es 16,6. Tiene 3 km de diámetro y su albedo se estima en 0,049.